# غشاء حيوي رقيق

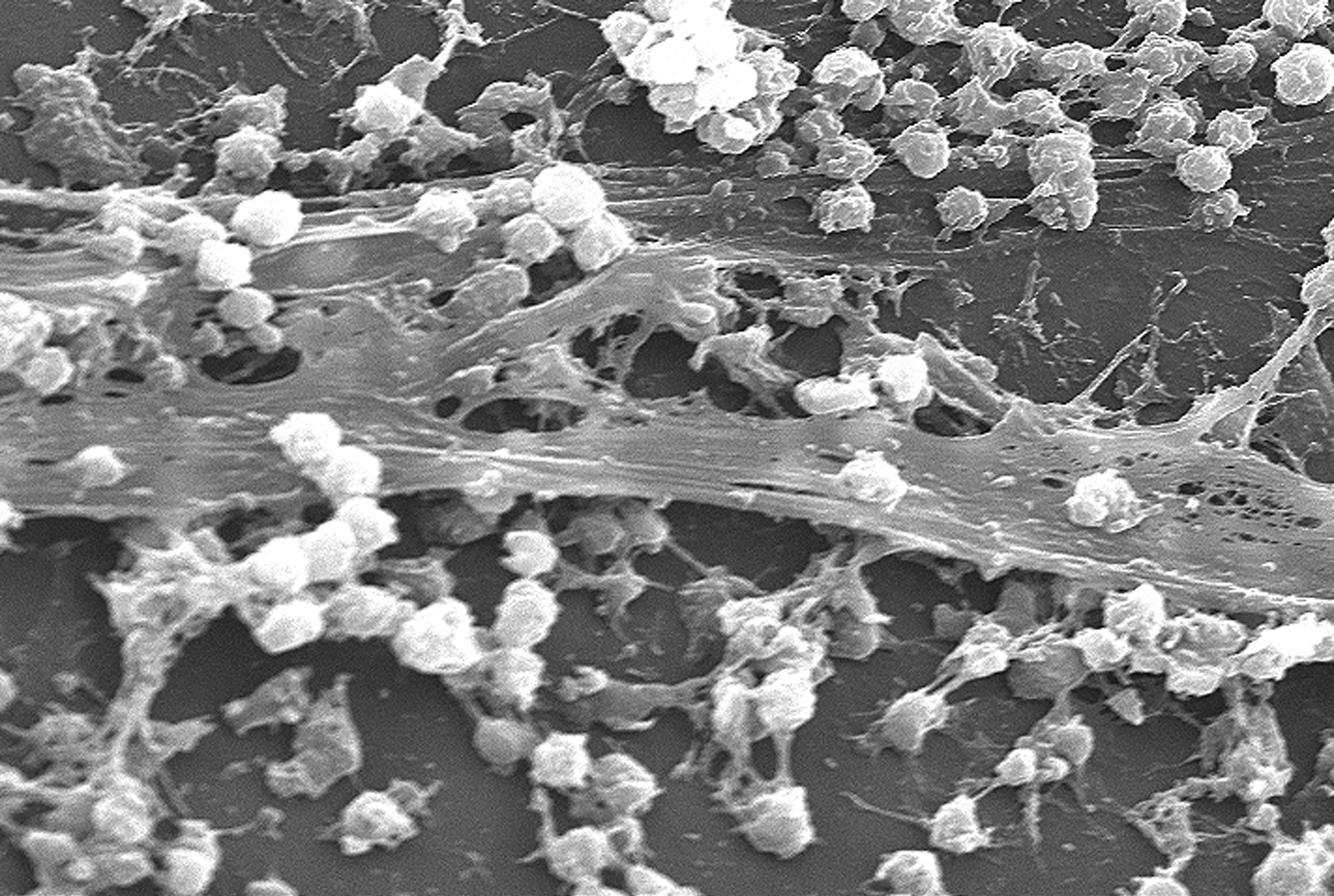
بيوفيلم العنقوديّات الذّهبيّة موجود على سطح قسطر.

البيوفيلم (بالإنجليزية Biofilm) هو تكدّس معقّد للكائنات المجهريّة، يتّسم بإفراز نسيج خارج الخليّة محصّن ولاصق. تتميّز البيوفيلمات بخصائص منها :الارتكاز على سطح، التّغايريّة البنياويّة، التّنوّع الوراثي، التّفاعل المعقّد بين الخلايا، EPS نسيج خارج الخليّة متكوّن من موادّ مبلمرة/متماثرة.
الكائنات الحيّة الّتي تستطيع العيش كخلايا وحيدة تتواجد بشكلين مختلفين: الأوّل هو المعروف بالخلايا العائمة والحرّة (البلانكتونيّة) حيث أنّ الخلايا يمكن لها العوم والعيش في وسط سائل. أمّا الشّكل الثّاني فهو حالة الالتصاق أن تكون الخلايا مكوّمة بإحكام وملتصقة بشدّة ببعضها البعض وفي غالب الأحيان تلتصق هذه الخلايا بسطح صلب.
التّغيّر في السّلوك البكتيري يعود لعدّة عوامل مثل إدراك النّصاب (Quorum Sensing) إضافة إلى آليّات أخرى تختلف ما بين الفصائل.

## تكوّن البيوفيلم

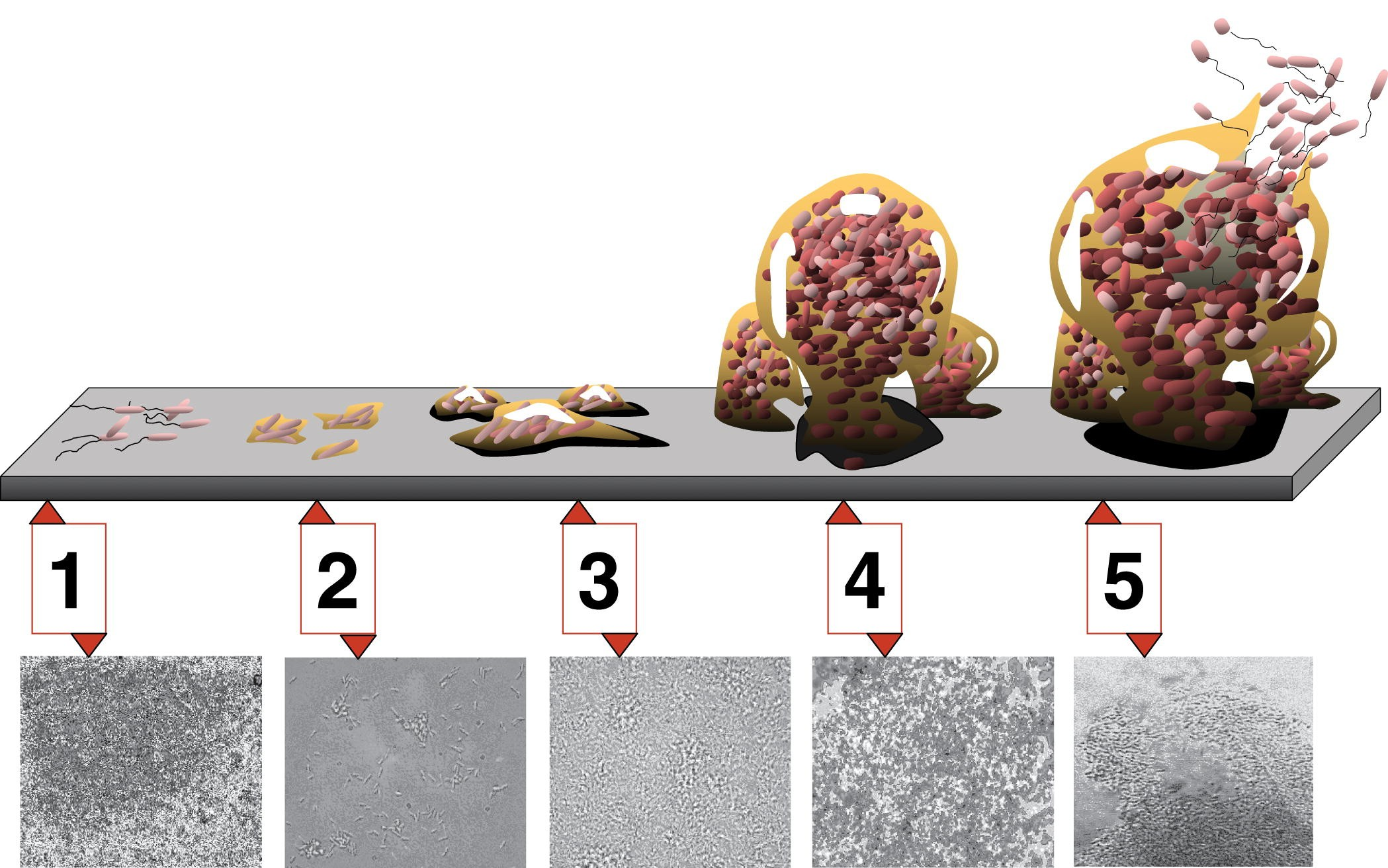
مراحل تطوّر البيوفيلم: المرحلة 1:الارتكاز على سطح ; المرحلة 2:الالتصاق غير العكسيّ; المرحلة 3: النّضج I; المرحلة 4: النّضج II;المرحلة 5: التّبعثر.
كلّ مرحلة من تطوّر البيوفيلم في الرّسم البياني تمّ ازدواجها بصورة مجهريّة لبيوفيلم الزّائفة الزّنجاريّة في طريق نموّه. كل ّالصّور المجهريّة تظهر بنفس القياس.

تكوّن البيوفيلم يبدأ بارتكاز والتصاق كائنات مجهريّة عائمة بسطح. في البداية تلتصق المستعمرات الأولى بالسّطح عن طريق قوى فان دير وولز الضّعيفة والانعكاسيّة. إذا لم يتمّ نزع المستعمرات عن السّطح فورا فإنّه يمكن لها أن تتثبّت بشكل دائم عن طريق جزيئات الالتصاق الخلويّ مثل أشعار البكتيريا. تقوم المستعمرات الأولى بتسهيل عمليّة وصول الخلايا الأخرى بتوفير أشكال عديدة من أماكن الالتصاق وبناء نسيج خارج الخلية يربط البيوفيلم ببعضه. لا تستطيع بعض الفصائل الالتصاق بسطح وحدها غير أنّه يمكن أن تثبّت نفسها بالنّسيج خارج الخليّة أو مباشرة بالمستعمرات الأولى. عند غزو هذا السّطح وتكوين البيوفيلم تقوم الخلايا بالتّواصل عن طريق إدراك النّصاب (Quorum Sensing).
عندما يحدث الغزو، ينمو البيوفيلم تدريجيّا عن طريق انقسام الخلايا وجلب خلايا جديدة. آخر مرحلة في تكوّن البيوفيلم تعرف بالتّطوّر وهي تمثّل المرحلة التّي يكون قد اكتمل فيها تأسيس البيوفيلم، حينها يمكن للبيوفيلم أن يتغيّر فقط من ناحية الشّكل والحجم. تطوّر البيوفيلم يسمح للخلايا أن تصبح أكثر مقاومة للمضادّات الحيويّة.

## خصائص البيوفيلم
تتواجد البيوفيلمات في العادة على سطوح صلبة مغمورة ب أو معرّضة لبعض السّوائل المائيّة رغم أنّه بإمكانها التّكوّن على أشياء عائمة، سطوح مبلّلة، سطوح الأوراق، خاصّة بالمناخات ذات الرّطوبة العالية. بتوفّر الموارد الكافية للنّموّ، يمكن للبيوفيلم أن ينمو بسرعة ليصبح عيانيّا(واضحا للعين المجرّدة).
يمكن للبيوفيلم أن يحتوي على عدّة أنواع من الكائنات المجهريّة مثل: البكتيريا، العتائق،
الفطريات، الحيوانات الأواليّة، الطّحالب أو الأشنيات. كلّ مجموعة تقوم بعمليّات أيضيّة متخصّصة غير أنّ بعض الكائنات المجهريّة تقوم بتكوين بيوفيلمات أحاديّة الفصيلة في ظروف معيّنة.

## النّسيج خارج الخليّة
يساهم النّسيج الخارجي في تماسك واتّحاد البيوفيلم. هذا النّسيج مكوّن من موادّ مبلمرة تدعى ال إ.ب.س (EPS)، اختصارا للموادّ المبلمرة الخارجيّة(extracellular polymeric substance) أو عديد السّكاريد الخارجي. يحمي النّسيج الخلايا الموجودة به كما يسهّل عمليّة الإتّصال بين هذه الخلايا بواسطة إشارات بيوكيميائيّة.
أوجدت الدّراسات أنّ بعض البيوفيلمات تحتوي على قنوات مائيّة تساعد على توزيع الأغذية وجزيئات الإشارة. هذا النّسيج قويّ جدّا إلى درجة أنّ في ظروف معيّنة، البيوفيلمات يمكن أن تصبح متحجّرة.
تتميّز البكتيريا الّتي تعيش بالبيوفيلم بخصائص مميّزة عن تلك الّتي تعيش حرّة عائمة. ذلك لأنّ المحيط الكثيف والمحمي داخل البيوفيلم يسمح للبكتيريا بالتّعاون والتّفاعل بطرق مختلفة. أحد فوائد العيش في هذا المحيط بالنّسبة للبكتيريا هو ازدياد المقاومة ضدّ المنظّفات الكيميائيّة والمضادّات الحيويّة إذ أنّ النّسيج البيوخلوي الكثيف والطّبقة الخارجيّة للخلايا يحميان المجتمع الدّاخليّ (الخلايا المتواجدة في أغمار البيوفيلم). في بعض الأحيان يمكن لمقاومة المضادّات الحيويّة أن تتضاعف إلى الألف.

## أمثلة
البيوفيلمات واسعة الانتشار. تقريبا كلّ نوع من أنواع الكائنات الحيّة المجهريّة، ليس فقط البكتيريا والعتائق، تمتلك آليّات تسمح لها بالالتصاق بسطوح وببعضها البعض.

## في الطّبيعة
يمكن أن تتواجد البيوفيلمات على الأحجار والحصيّ في قاع المجاري والأنهار كما يمكن أن تتكوّن على سطوح البرك الرّاكدة. يبدو أنّ البيوفيلمات تشكّل مكوّنات ضروريّة في السّلسلة الغذائيّة في الأنهار والمجاري، تتغذّى عليها اللاّفقّاريّات المائيّة الّتي بدورها تمثّل غذاء للأسماك.
تنمو البيوفيلمات في برك حارّة، حامضيّة بمنتزه يلوستون الوطني (الولايات المتّحدة الأمريكيّة) والأنهار الجليديّة بأنتاركتيكا.

## في الميدان الصّناعي
في الميدان الصّناعي، يمكن للبيوفيلم أن يتكوّن داخل الأنابيب ممّا يؤدّي إلى انسدادها، التّأكسد والصّدأ. تكوّن البيوفيلم على الأرضيّة يمكن أن يؤثّر على الصّحّة في مناطق تحضير الأطعمة. البيوفيلمات المتواجدة بالنّظام التّبريدي للمياه تنقص من انتقال الحرارة، كما أنّها تؤوي بكتيريا الفيليقية.
يمكن أن تستخدم البيوفيلمات لأهداف بنائيّة، مثلا منشآت معالجة مياه المجاري تستعمل مرحلة للمعالجة أين يتمّ تمرير مياه المجاري عبر بيوفيلمات على مرشّحات، هذه البيوفيلمات تقوم باستخلاص وهضم الموادّ العضويّة. في مثل هذه البيوفيلمات، تقوم البكتيريا بنزع الموادّ العضويّة بينما تقوم الحيوانات الأواليّة والدّولابيّات بنزع البقايا الصّلبة العالقة، إضافة إلى الجراثيم الممرضة والكائنات الحيّة الأخرى. المرشّحات الرّمليّة البطيئة تعتمد على تطوّر البيوفيلم بنفس طريقة ترشيح الماء المتواجد بسطح البحيرات والأنهار لجعلها مياها صالحة للشّرب.
يمكن للبيوفيلم أن يساعد في التّخلّص من النّفط من المحيطات والشّبكة البحريّة الملوّثة. يتمّ تصفية الزّيوت والنّفط عن طريق نشاط الانحلال الهيدروكربوني لمجموعة الكائنات المجهريّة الحيّة، خاصّة بواسطة بعض الكائنات المتخصّصة والمكتشفة مؤخّرا والّتي تمّ تسميتها البكتيريا المتخصّصة في أكسدة الهيدروكربون(HCB).

## في جسم الأنسان
تتواجد البيوفيلمات كذلك على أسنان معظم الحيوانات وتعرف باللّويحة السّنّيّة الّتي يمكن أن تؤدّي إلى تطوّر مرض نخر الأسنان أو أمراض اللثة.

## البيوفيلم والأمراض المعدية
أثبتت الدّراسات العلميّة أنّ للبيوفيلمات علاقة بأنواع مختلفة من الأمراض الميكروبيّة في جسم الإنسان (حوالي 80% من كلّ الأمراض المعدية).